# 미리암 조바넬리
미리암 조바넬리(Miriam Giovanelli, 1989년 4월 28일 ~ )는 스페인의 배우, 모델이다.

## 출연 작품
- 더 이어 오브 더 플래그 (2018)
- 라 비타 오세나 (2014)
- 바이올렛 (2013)
- 글리 스피오라티 (2011)
- 섹스, 파티 그리고 거짓말 (2009)
- 엘 카스티고 (2008)
- 롤리타 클럽의 사랑 노래 (2007)
- 미구엘과 윌리엄 (2007)
- 무서워요 (2001)